# Ilda Figueiredo
Maria Ilda da Costa Figueiredo (ur. 30 października 1948 w Troviscal w Oliveira do Bairro) – portugalska polityk, posłanka do Parlamentu Europejskiego V, VI i VII kadencji, wiceprzewodnicząca Konfederacyjnej Grupy Zjednoczonej Lewicy Europejskiej/Nordyckiej Zielonej Lewicy.

## Życiorys
W 1973 uzyskała magisterium z ekonomii, po czym podjęła pracę jako ekonomistka w związku zawodowym przemysłu tekstylnego w Porto. Działała w centrali związkowej CGTP w Porto. Pracowała również jako nauczycielka szkoły podstawowej i średniej oraz wykładowca uniwersytecki. W 1998 doktoryzowała się z dziedziny planowania i zarządzania szkolnictwem.
W 1979 wybrana po raz pierwszy do Zgromadzenia Republiki, reelekcję uzyskiwała w latach 1983, 1985, 1987. W 1983 została wybrana do Rady Miasta Vila Nova de Gaia, w której zasiadała do 1991. W 1994 uzyskała mandat radnej Porto (do 1999). Była członkiem sejmiku miejskiego w Vila Nova de Gaia. W 1999 weszła w skład Parlamentu Europejskiego jako kandydatka Portugalskiej Partii Komunistycznej. W 2004 obroniła swój mandat z ramienia Unitarnej Koalicji Demokratycznej. Została wybrana na wiceprzewodniczącą Konfederacyjnej Grupy Zjednoczonej Lewicy Europejskiej/Nordyckiej Zielonej Lewicy oraz Komisji Zatrudnienia i Spraw Socjalnych. Zasiadała w Komisji Praw Kobiet i Równouprawnienia. W 2009 po raz trzeci znalazła się w składzie PE. Ponownie objęła funkcję wiceprzewodniczącej grupy komunistycznej.
Zasiadła w komitecie centralnym Portugalskiej Partii Komunistycznej. W 2012 złożyła mandat eurodeputowanej. Powróciła później do działalności samorządowej – w 2013 weszła w skład zarządu Viana do Castelo, a w 2017 i 2021 wybierana do władz miejskich Porto.